# Wiki takes making of Viquimunicipi de L'any 2025 Alpont 21 d'agost
Dintre de les activitats que es realitzen al llarg del Viquiprojecte:Viquimunicipi de l'Any 2025 Alpont, i formant part de la preparació i organització d'activitats al municipi triat, duem a terme una presa de fotografies inicial per poider tindre una idea del terreny en el que ens haurem de moure'ns per poder valorar com organitzar part de les següents activitats. És així sorgí el Wiki takes making of Viquimunicipi de l'Any 2025 Alpont 21 d'agost. Aquesta volta anem per aprofitar que aquest dia es dua terme un acte de les festes de la localitat per pendre fotos de la festa i de tot el que puguem fotografiar al llarg del recorregut de la romeria que es realitza aquest dia. Possiblement puguem fotografiar:

## Fotografies propostes
| Objectiu                                               | Categoria Commons                                                       | Imatge                 |
| ------------------------------------------------------ | ----------------------------------------------------------------------- | ---------------------- |
| Emblema de Jesús i Maria de 1565                       | Category:Emblema de Jesús y María de 1565, Alpuente                     | [[Fitxer:\|miniatura]] |
| Llavador, Polígono 13 Parcela 290                      | Category:Lavadero, Polígono 13 Parcela 290                              | [[Fitxer:\|miniatura]] |
| Escut amb creu a Alpont                                | Category:Escudo con cruz en Alpuente                                    | [[Fitxer:\|miniatura]] |
| Muralles d'Alpont                                      | Category:Murallas de Alpuente                                           | [[Fitxer:\|miniatura]] |
| Creu de terme, carretera Titaigües-la Iessa            | Category:Cruz de Término, Carretera Titaguas-La Yesa                    | [[Fitxer:\|miniatura]] |
| Escut dels Martínez de Raga a Alpont                   | Category:Escudo de los Martínez de Raga en Alpuente                     | [[Fitxer:\|miniatura]] |
| Cooperativa Vinícola Nuestra Señora de la Consolación  | Category:Cooperativa Vinicola Nuestra Señora de la Consolación building | [[Fitxer:\|miniatura]] |
| Escola Infantil de Primer Cicle Municipal d'Alpont     | Category:Escuela Infantil de Primer Ciclo Municipal de Alpuente         | [[Fitxer:\|miniatura]] |
| Poliesportiu Municipal d'Alpont                        | Category:Polideportivo Municipal de Alpuente                            | [[Fitxer:\|miniatura]] |
| Ermita de la Puríssima de Les Eres                     | Category:Ermita de la Purísima de Las Eras                              | [[Fitxer:\|miniatura]] |
| Edifici de les escoles i IES                           | Category:IES La Serranía and CRA El Sabinar building in Alpuente        | [[Fitxer:\|miniatura]] |
| Les Eres (Alpont)                                      | Category:Las Eras, Alpuente                                             | [[Fitxer:\|miniatura]] |
| Caseta de Aperos, Partida de Calleja                   | Category:Caseta de Aperos, Partida de Calleja                           | [[Fitxer:\|miniatura]] |
| Era 06                                                 | Category:Era 06, Alpuente                                               | [[Fitxer:\|miniatura]] |
| Verònica a la Partida de la Pila                       | Category:Verónica de la partida de la Pila                              | [[Fitxer:\|miniatura]] |
| Edícul a la Mare de Déu de la Consolació               | Category:Edículo a Nuestra Señora de la Consolación                     | [[Fitxer:\|miniatura]] |
| Jaciment Paleontològic Cañada Paris II                 | Category:Yacimiento paleontológico Cañada Paris II                      | [[Fitxer:\|miniatura]] |
| Rafal, paratge del Pi de la Partida                    | Category:Rafal, paraje del Pindo de la Partida                          | [[Fitxer:\|miniatura]] |
| Font del Pi, Alpont                                    | Category:Public fountains in Alpuente                                   | [[Fitxer:\|miniatura]] |
| Corral-Alberg, Cerro Negro                             | Category:Corral-Albergue, Cerro Negro                                   | [[Fitxer:\|miniatura]] |
| Calvari de Corcolilla                                  | Category:Calvary of Corcolilla                                          | [[Fitxer:\|miniatura]] |
| Corcolilla                                             | Category:Corcolilla                                                     | [[Fitxer:\|miniatura]] |
| Romeria de la Mare de Déu de la Consolació i Sant Blai | Category:Romería de la Virgen de la Consolación y San Blas              | [[Fitxer:\|miniatura]] |
|                                                        | Category:                                                               | [[Fitxer:\|miniatura]] |
|                                                        | Category:                                                               | [[Fitxer:\|miniatura]] |
|                                                        | Category:                                                               | [[Fitxer:\|miniatura]] |
|                                                        | Category:                                                               | [[Fitxer:\|miniatura]] |
|                                                        | Category:                                                               | [[Fitxer:\|miniatura]] |
|                                                        | Category:                                                               | [[Fitxer:\|miniatura]] |
|                                                        | Category:                                                               | [[Fitxer:\|miniatura]] |
|                                                        | Category:                                                               | [[Fitxer:\|miniatura]] |
|                                                        | Category:                                                               | [[Fitxer:\|miniatura]] |
|                                                        | Category:                                                               | [[Fitxer:\|miniatura]] |
|                                                        | Category:                                                               | [[Fitxer:\|miniatura]] |
|                                                        | Category:                                                               | [[Fitxer:\|miniatura]] |
|                                                        | Category:                                                               | [[Fitxer:\|miniatura]] |
|                                                        | Category:                                                               | [[Fitxer:\|miniatura]] |
|                                                        | Category:                                                               | [[Fitxer:\|miniatura]] |
|                                                        | Category:                                                               | [[Fitxer:\|miniatura]] |
|                                                        | Category:                                                               | [[Fitxer:\|miniatura]] |
|                                                        | Category:                                                               | [[Fitxer:\|miniatura]] |
|                                                        | Category:                                                               | [[Fitxer:\|miniatura]] |